# Gare de Pontaubault
La gare de Pontaubault est une gare ferroviaire française (fermée) de la ligne de Lison à Lamballe, située sur le territoire de la commune du Val-Saint-Père, à proximité de Pontaubault, dans le département de la Manche, en région Normandie.

## Situation ferroviaire
Établie à 15 mètres d'altitude, la gare de Pontaubault est située au point kilométrique (PK) 100,135 de la ligne de Lison à Lamballe, entre les gares d'Avranches (ouverte) et de Servon - Tanis (fermée). C'était une gare de bifurcation, aboutissement de la ligne de Domfront à Pontaubault, après la gare de Ducey.

## Histoire
En 1957, c'est une gare de la région Ouest de la SNCF, qui dispose d'un bâtiment voyageurs et de voies de service. 

## Service des voyageurs
Gare fermée.